# Edwards (Nova York)
Edwards és una població dels Estats Units a l'estat de Nova York. Segons el cens del 2000 tenia 465 habitants.

## Demografia
Segons el cens del 2000, Edwards tenia 465 habitants, 177 habitatges, i 118 famílies. La densitat de població era de 185,1 habitants/km².
Dels 177 habitatges en un 35,6% hi vivien nens de menys de 18 anys, en un 50,3% hi vivien parelles casades, en un 13% dones solteres, i en un 32,8% no eren unitats familiars. En el 27,1% dels habitatges hi vivien persones soles el 18,1% de les quals corresponia a persones de 65 anys o més que vivien soles. El nombre mitjà de persones vivint en cada habitatge era de 2,63 i el nombre mitjà de persones que vivien en cada família era de 3,2.
Per edats la població es repartia de la següent manera: un 29,5% tenia menys de 18 anys, un 7,3% entre 18 i 24, un 27,5% entre 25 i 44, un 19,1% de 45 a 60 i un 16,6% 65 anys o més.
L'edat mediana era de 35 anys. Per cada 100 dones de 18 o més anys hi havia 86,4 homes.
La renda mediana per habitatge era de 30.682 $ i la renda mediana per família de 35.417 $. Els homes tenien una renda mediana de 30.938 $ mentre que les dones 18.889 $. La renda per capita de la població era d'11.613 $. Entorn del 15,8% de les famílies i el 16,8% de la població estaven per davall del llindar de pobresa.